# Rudolf Berečka
Rudolf Berečka (19. září 1913 – 22. července 1978) byl český a československý politik Komunistické strany Československa a poúnorový poslanec Národního shromáždění ČSSR.

## Biografie
Ve volbách roku 1960 byl zvolen za KSČ do Národního shromáždění ČSSR za Severomoravský kraj. V parlamentu setrval až do konce funkčního období, tedy do voleb roku 1964. Je pohřben v obci Břidličná.